# Kastrup Bryggeri
Kastrup Bryggeri blev anlagt i Kastrup 1845 ved Kastrup Glasværk og overgik i 1891 til De forenede Bryggerier. Det blev nedlagt 1905. 
Bryggeriet var grundlagt som et hvidtølsbryggeri af brygger Jens Larsen. Sønnen Carl Monrad Larsen overtog i 1872 sin fars virksomhed og blev en kendt skikkelse på Amager i slutningen af 1800-tallet og i begyndelsen af det følgende århundrede.
I 1885 fik bryggeriet vokseværk. Man påbegyndte brygning af bayersk øl, og C.M. Larsen fik flyttet bryggeriet til Saltværksvej i en ny bygning. Efter overgangen til De forenede Bryggerier fortsatte C.M. Larsen som bestyrer i en kort periode. I 1894 købte han Kastrup Værk og overlod posten som bestyrer til sin søn Martin. Kastrup Værk kendes i dag bedst som Bryggergården på grund af det nedlagte bryggeri.